# 1966年モナコグランプリ
座標: 北緯43度44分4.74秒 東経7度25分16.8秒 / 北緯43.7346500度 東経7.421333度
1966年モナコグランプリ (1966 Monaco Grand Prix) は、1966年のF1世界選手権の開幕戦として、1966年5月22日にモンテカルロ市街地コースで開催された。
本レースからエンジンの最大排気量が1.5リッターから3.0リッターに倍増された。モナコグランプリの開催は24回目である。
レースは100周で行われ、BRMのジャッキー・スチュワートが2位のロレンツォ・バンディーニ（フェラーリ）に40秒の差を付けて優勝した。スチュワートは前年のイタリアグランプリ以来2回目の勝利だった。チームメイトのグラハム・ヒルは3位に終わった。完走したのは先述した3人と、チーム・シャマコ・コレクトでBRMを駆るボブ・ボンドゥラントの僅か4台だった。

## レース概要

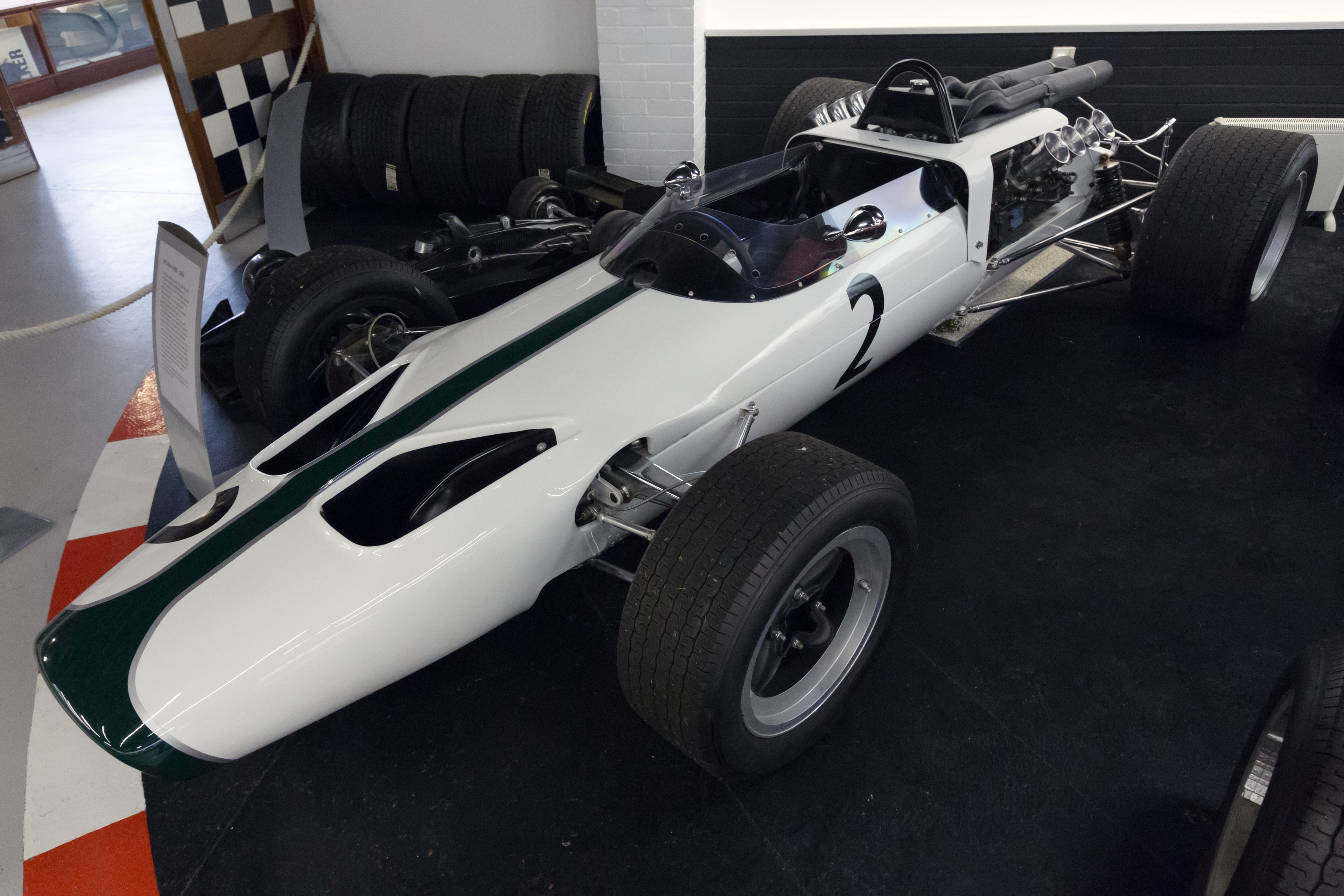
マクラーレンがM2BでF1デビュー（ドニントン・グランプリ・コレクション所蔵）

新たな3Lエンジン規定の最初のレースはモナコで始まった。いくつかのチームが前年のエンジンやより重いスポーツカーレース用のエンジンを新しいレギュレーションに適合させた。1961年から1965年の1.5L時代に一大勢力となっていたコヴェントリー・クライマックスがF1撤退を決めたため、ロータス、ブラバム、クーパーなどのイギリス系有力コンストラクターは、新たなエンジンを供給してくれるパートナーを探すことになった。フルコンストラクターのBRMは成功作の1.5L V8エンジンを水平対向化して上下2段に重ねたH型16気筒エンジンを開発したが、重く複雑になりすぎトラブルも多発したため、予選で登場したのみで実戦に投入するまでにはまだ時間が必要だった。このエンジンはBRMの他、ロータスも使用することにしていたが、当面の間は両者ともタスマンシリーズ用の2L V8エンジン（BRMは自社、ロータスはクライマックス）を使用することになる。クーパーはマセラティのV12エンジンを使用するが、基本設計は2.5L時代の1957年という古いものであった。ブラバムはジャック・ブラバムの母国オーストラリアのレプコV8エンジン(SOHC)を使用した。ブルース・マクラーレンは本年から自身のチーム「マクラーレン」からF1参戦を開始し、インディ500用のフォードV8エンジンを使用する。ダン・ガーニーも自身が設立したオール・アメリカン・レーサーズのF1部門をイギリスに置き、「アングロ・アメリカン・レーサーズ（イーグル）」としてF1への参戦を開始し、ウェスレイクV12エンジンを使用することにしていたが、それが完成するまでの間は古いクライマックスFPF直列4気筒エンジン(2.7L)を使用する。一方、フェラーリはスポーツカー用エンジンを応用した3L V12エンジンを搭載した新車312を投入し、開幕前にはチャンピオン争いの本命と目されていた。しかし、312の開発は遅れ、前年の158にタスマンシリーズ用の"ディーノ"V6エンジンを搭載した246-66と併用することになった。ホンダはリッチー・ギンサーとロニー・バックナムの両者と引き続き契約したが、新型3Lエンジン搭載車の完成まで参加を見合わせることにした。
主要チームのドライバーは、ロータスが前年度王者のジム・クラークと、1964年以来のF1復帰となるピーター・アランデル、BRMはグラハム・ヒルとジャッキー・スチュワートが残留、ブラバムはジャック・ブラバムと前年に数戦参戦したデニス・ハルム、フェラーリはジョン・サーティースが前年秋のモスポート・パークでの事故から復帰し、引き続きロレンツォ・バンディーニとコンビを組む。クーパーはヨッヘン・リントが残留し、ホンダの新車の完成を待つギンサーが加わった。タイヤメーカーも1964年まではダンロップの独壇場だったが、前年にグッドイヤーが参入し、本年からはグッドイヤーと同じアメリカ合衆国のファイアストンもF1に参入した。
いくつかのセッションで、映画「グラン・プリ」の撮影が行われた。本レースはマクラーレンのコンストラクターとしてのデビューレースであり、ブラバムの新車BT19にはレプコV8エンジンが搭載された。マクラーレンはニュージーランドの伝統的なレーシングカラーである緑、黒、銀ではなく、白地に緑の帯でデビューした。映画「グラン・プリ」の監督ジョン・フランケンハイマーは、マクラーレンのマシンを主役の日本チーム「ヤムラ」のモデルとして使用した。
クラークは非力な2.0Lのクライマックスエンジンでポールポジションを獲得した。序盤の14周はサーティースがスチュワート、リント、ハルムからリードしたが、ディファレンシャルが壊れてスチュワートがトップに立った。ハルムがリタイアした後、ヒルとクラークの3位争いが繰り広げられたが、クラークはサスペンションが壊れてリタイアした。バンディーニはファステストラップを記録したが、フロントブレーキが磨耗するのを防ぐためにペースを落とさなければならなかった。スチュワートが優勝し、バンディーニ、ヒル、ボンドゥラントの4台のみが完走した。この4台の他、ギ・リジェ（後のリジェ創設者で、本レースがF1デビュー戦）とヨアキム・ボニエも最後まで走行したが、本年から規定周回数の規則が変わり、優勝者の周回数の90％以上を完了しなければ完走と認められなくなったため、順位とポイントは与えられなかった。本レースは2019年現在においても、F1史上最も少ない完走台数の記録を保持している。

## エントリーリスト
| チーム                                     | No. | ドライバー               | コンストラクター | シャシー | エンジン                    | タイヤ |
| ------------------------------------------ | --- | ------------------------ | ---------------- | -------- | --------------------------- | ------ |
| ブルース・マクラーレン・モーターレーシング | 1   | クリス・エイモン 1       | マクラーレン     | M2B      | フォード 406 3.0L V8        | F      |
| ブルース・マクラーレン・モーターレーシング | 2   | ブルース・マクラーレン   | マクラーレン     | M2B      | フォード 406 3.0L V8        | F      |
| チーム・ロータス                           | 3   | ピーター・アランデル 1   | ロータス         | 43       | BRM P75 3.0L H16            | F      |
| チーム・ロータス                           | 4   | ジム・クラーク           | ロータス         | 33       | クライマックス FWMV 2.0L V8 | F      |
| レグ・パーネル・レーシング                 | 5   | リチャード・アトウッド 1 | BRM              | P61      | BRM P60 2.0L V8             | D      |
| レグ・パーネル・レーシング                 | 6   | マイク・スペンス         | ロータス         | 25       | BRM P56 2.0L V8             | F      |
| ブラバム・レーシング・オーガニゼーション   | 7   | ジャック・ブラバム       | ブラバム         | BT19     | レプコ 620 3.0L V8          | G      |
| ブラバム・レーシング・オーガニゼーション   | 8   | デニス・ハルム           | ブラバム         | BT22     | クライマックス FPF 2.8L L4  | G      |
| クーパー・カー・カンパニー                 | 9   | リッチー・ギンサー       | クーパー         | T81      | マセラティ 9/F1 3.0L V12    | D      |
| クーパー・カー・カンパニー                 | 10  | ヨッヘン・リント         | クーパー         | T81      | マセラティ 9/F1 3.0L V12    | D      |
| オーウェン・レーシング・オーガニゼーション | 11  | グラハム・ヒル           | BRM              | P261     | BRM P60 2.0L V8             | D      |
| オーウェン・レーシング・オーガニゼーション | 12  | ジャッキー・スチュワート | BRM              | P261     | BRM P60 2.0L V8             | D      |
| R.R.C. ウォーカー・レーシングチーム        | 14  | ジョー・シフェール       | ブラバム         | BT11     | BRM P60 2.0L V8             | D      |
| DWレーシング・エンタープライゼス           | 15  | ボブ・アンダーソン       | ブラバム         | BT11     | クライマックス FPF 2.8L L4  | F      |
| スクーデリア・フェラーリ SpA SEFAC         | 16  | ロレンツォ・バンディーニ | フェラーリ       | 246-66   | フェラーリ 228 2.4L V6      | F      |
| スクーデリア・フェラーリ SpA SEFAC         | 17  | ジョン・サーティース     | フェラーリ       | 312/66   | フェラーリ 218 3.0L V12     | F      |
| アングロ・スイス・レーシングチーム         | 18  | ヨアキム・ボニエ         | クーパー         | T81      | マセラティ 9/F1 3.0L V12    | D      |
| チーム・シャマコ・コレクト                 | 19  | ボブ・ボンドゥラント     | BRM              | P261     | BRM P60 2.0L V8             | G      |
| アングロ・アメリカン・レーサーズ           | 20  | ダン・ガーニー 1         | イーグル         | T1F      | クライマックス FPF 2.8L L4  | G      |
| ギ・リジェ                                 | 21  | ギ・リジェ               | クーパー         | T81      | マセラティ 9/F1 3.0L V12    | D      |
| ソース:                                    |     |                          |                  |          |                             |        |

追記
- ^1 - マシンが準備できず[17]

## 結果

### 予選
| 順位    | No. | ドライバー               | コンストラクター        | タイム | 差   | グリッド |
| ------- | --- | ------------------------ | ----------------------- | ------ | ---- | -------- |
| 1       | 4   | ジム・クラーク           | ロータス-クライマックス | 1:29.9 | -    | 1        |
| 2       | 17  | ジョン・サーティース     | フェラーリ              | 1:30.1 | +0.2 | 2        |
| 3       | 12  | ジャッキー・スチュワート | BRM                     | 1:30.3 | +0.4 | 3        |
| 4       | 11  | グラハム・ヒル           | BRM                     | 1:30.4 | +0.5 | 4        |
| 5       | 16  | ロレンツォ・バンディーニ | フェラーリ              | 1:30.5 | +0.6 | 5        |
| 6       | 8   | デニス・ハルム           | ブラバム-クライマックス | 1:31.1 | +1.2 | 6        |
| 7       | 10  | ヨッヘン・リント         | クーパー-マセラティ     | 1:32.2 | +2.3 | 7        |
| 8       | 15  | ボブ・アンダーソン       | ブラバム-クライマックス | 1:32.5 | +2.6 | 8        |
| 9       | 9   | リッチー・ギンサー       | クーパー-マセラティ     | 1:32.6 | +2.7 | 9        |
| 10      | 2   | ブルース・マクラーレン   | マクラーレン-フォード   | 1:32.8 | +2.9 | 10       |
| 11      | 7   | ジャック・ブラバム       | ブラバム-レプコ         | 1:32.8 | +2.9 | 11       |
| 12      | 6   | マイク・スペンス         | ロータス-BRM            | 1:33.5 | +3.6 | 12       |
| 13      | 14  | ジョー・シフェール       | ブラバム-BRM            | 1:34.4 | +4.5 | 13       |
| 14      | 18  | ヨアキム・ボニエ         | クーパー-マセラティ     | 1:35.0 | +5.1 | 14       |
| 15      | 21  | ギ・リジェ               | クーパー-マセラティ     | 1:35.2 | +5.3 | 15       |
| 16      | 19  | ボブ・ボンドゥラント     | BRM                     | 1:37.3 | +7.4 | 16       |
| ソース: |     |                          |                         |        |      |          |

### 決勝
| 順位    | No. | ドライバー               | コンストラクター        | 周回数 | タイム/リタイア原因 | グリッド | ポイント |
| ------- | --- | ------------------------ | ----------------------- | ------ | ------------------- | -------- | -------- |
| 1       | 12  | ジャッキー・スチュワート | BRM                     | 100    | 2:33:10.5           | 3        | 9        |
| 2       | 16  | ロレンツォ・バンディーニ | フェラーリ              | 100    | +40.2               | 5        | 6        |
| 3       | 11  | グラハム・ヒル           | BRM                     | 99     | +1 Lap              | 4        | 4        |
| 4       | 19  | ボブ・ボンドゥラント     | BRM                     | 95     | +5 Laps             | 16       | 3        |
| Ret     | 9   | リッチー・ギンサー       | クーパー-マセラティ     | 80     | トランスミッション  | 9        |          |
| NC      | 21  | ギ・リジェ               | クーパー-マセラティ     | 75     | 規定周回数不足      | 15       |          |
| NC      | 18  | ヨアキム・ボニエ         | クーパー-マセラティ     | 73     | 規定周回数不足      | 14       |          |
| Ret     | 4   | ジム・クラーク           | ロータス-クライマックス | 60     | サスペンション      | 1        |          |
| Ret     | 10  | ヨッヘン・リント         | クーパー-マセラティ     | 56     | エンジン            | 7        |          |
| Ret     | 14  | ジョー・シフェール       | ブラバム-BRM            | 35     | クラッチ            | 13       |          |
| Ret     | 6   | マイク・スペンス         | ロータス-BRM            | 34     | サスペンション      | 12       |          |
| Ret     | 7   | ジャック・ブラバム       | ブラバム-レプコ         | 17     | ギアボックス        | 11       |          |
| Ret     | 17  | ジョン・サーティース     | フェラーリ              | 16     | トランスミッション  | 2        |          |
| Ret     | 8   | デニス・ハルム           | ブラバム-クライマックス | 15     | トランスミッション  | 6        |          |
| Ret     | 2   | ブルース・マクラーレン   | マクラーレン-フォード   | 9      | オイル漏れ          | 10       |          |
| Ret     | 15  | ボブ・アンダーソン       | ブラバム-クライマックス | 3      | エンジン            | 8        |          |
| DNS     | 20  | フィル・ヒル             | ロータス-クライマックス |        | 不明                |          |          |
| WD      | 1   | クリス・エイモン         | マクラーレン-フォード   |        | マシンが準備できず  |          |          |
| WD      | 3   | ピーター・アランデル     | ロータス-BRM            |        | マシンが準備できず  |          |          |
| WD      | 5   | リチャード・アトウッド   | BRM                     |        | マシンが準備できず  |          |          |
| WD      | 20  | ダン・ガーニー           | イーグル-クライマックス |        | マシンが準備できず  |          |          |
| ソース: |     |                          |                         |        |                     |          |          |

ラップリーダー
- 1-14=サーティース、15-100=スチュワート
- 周回数: サーティース - 14周、スチュワート - 86周

## 第1戦終了時点のランキング
| 順位    | ドライバー               | ポイント |
| ------- | ------------------------ | -------- |
| 1       | ジャッキー・スチュワート | 9        |
| 2       | ロレンツォ・バンディーニ | 6        |
| 3       | グラハム・ヒル           | 4        |
| 4       | ボブ・ボンドゥラント     | 3        |
| ソース: |                          |          |

| 順位    | コンストラクター | ポイント |
| ------- | ---------------- | -------- |
| 1       | BRM              | 9        |
| 2       | フェラーリ       | 6        |
| ソース: |                  |          |

- 注:  トップ5のみ表示。ベスト5戦のみがカウントされる。